# Premi d'Arquitectura Contemporània Mies van der Rohe
El Premi d'Arquitectura Contemporània Mies van der Rohe o Premi Mies Van der Rohe és un premi d'arquitectura concedit per la Unió Europea i la Fundació Mies Van Rohe de Barcelona cada 2 anys des de 1988. És el Premi d'Arquitectura contemporània més important de la Unió Europea. Està dotat amb 60.000 euros i una escultura que evoca el Pavelló Alemany de Mies van der Rohe.

## Llista de guanyadors
| Any  | Arquitecte (s)                                                           | Edifici                                        | Ubicació             | Imatge |
| ---- | ------------------------------------------------------------------------ | ---------------------------------------------- | -------------------- | ------ |
| 1988 | Álvaro Siza Vieira                                                       | Banco Borges e Irmão                           | Vila do Conde        |        |
| 1990 | Norman Foster                                                            | Nova terminal a l'Aeroport de Londres-Stansted | Londres              |        |
| 1992 | Esteve Bonell i Francesc Rius                                            | Palau Municipal d'Esports de Badalona          | Badalona             |        |
| 1994 | Nicholas Grimshaw & Partners                                             | Estació de Waterloo International              | Londres              |        |
| 1996 | Dominique Perrault                                                       | Bibliothèque Nationale de France               | París                |        |
| 1998 | Peter Zumthor                                                            | Museu d'Art de Bregenz                         | Bregenz              |        |
| 2001 | Rafael Moneo                                                             | Palau de Congressos i Auditori Kursaal         | Sant Sebastià        |        |
| 2003 | Zaha Hadid                                                               | Gare de Hœnheim-Tram                           | Hoenheim, Estrasburg |        |
| 2005 | Rem Koolhaas                                                             | Ambaixada neerlandesa a Berlín                 | Berlín               |        |
| 2007 | Mansilla+Tuñón Arquitectos (Luis Moreno Mansilla i Emilio Tuñón Álvarez) | Museu d'Art Contemporani de Castella i Lleó    | Lleó                 |        |
| 2009 | Snøhetta                                                                 | Òpera d'Oslo                                   | Oslo                 |        |
| 2011 | David Chipperfield                                                       | Neues Museum                                   | Berlín               |        |
| 2013 | Henning Larsen Architects                                                | Harpa                                          | Reykjavík            |        |
| 2015 | Fabricio Barozzi, Alberto Veiga                                          | Filharmonia Szczecińska                        | Szczecin             |        |
| 2017 | NL Architects i XVW architectuur                                         | DeFlat Kleiburg                                | Amsterdam            |        |
| 2019 | Lacaton & Vassal (Anne Lacaton i Jean-Philippe Vassal)                   | Transformació de 530 habitatges                | Burdeus              |        |
| 2022 | Grafton Architects (Yvonne Farrell i Shelley McNamara)                   | Town House a la Universitat de Kingston        | Londres              |        |
| 2024 | SUMA Arquitectura (Elena Orte i Guillermo Sevillano)                     | Biblioteca Gabriel García Márquez              | Barcelona            |        |

## Esment especial arquitecte emergent
Aquest premi està dotat amb 20.000 euros i una escultura que evoca el Pavelló.
| Any  | Edifici                                                       | Ubicació        | Arquitecte (s)                 |
| ---- | ------------------------------------------------------------- | --------------- | ------------------------------ |
| 2001 | Centre de Distribució Kaufmann Holz AG                        | Bobingen        | Florian Nagler                 |
| 2003 | Ajuntament de Scharnhauser Park                               | Ostfildern      | Jürgen Mayer H.                |
| 2005 | BasketBar                                                     | Utrecht         | NL Architects                  |
| 2007 | Department of Mathematics, Faculty of Physics and Mathematics | Ljubljana       | Bevk Perovic arhitekti         |
| 2009 | Gymnasium 46° 09' N / 16° 50' E                               | Koprivnica      | Studio UP                      |
| 2011 | Casa Collage                                                  | Girona          | Bosch.Capdeferro Arquitectures |
| 2013 | Red Bull Music Academy                                        | Madrid          | Langarita-Navarro Architects   |
| 2015 | Casa Luz                                                      | Cilleros        | ARQUITECTURA-G                 |
| 2017 | NAVEZ - 5 unitats socials com a entrada nord de Brussel·les   | Brussel·les     | MSA and V+                     |
| 2019 | E26 (school refectory)                                        | Montbrun-Bocage | BAST                           |
| 2022 | Edifici d'habitatge cooperatiu La Borda                       | Barcelona       | Lacol                          |